# Woroncowka (obwód lipiecki)
Woroncowka (ros. Воронцовка) – wieś (ros. деревня, trb. dieriewnia) w zachodniej Rosji, w sielsowiecie zamarajskim rejonu wołowskiego w obwodzie lipieckim.

## Geografia
Miejscowość położona jest nad rzeką Kszeń, 2,5 km od centrum administracyjnego sielsowietu zamarajskiego (Zamarajka), 10 km od centrum administracyjnego rejonu (Wołowo), 138 km od stolicy obwodu (Lipieck).
W granicach miejscowości znajduje się ulica Sadowaja (47 posesji).

## Demografia
W 2012 r. miejscowość zamieszkiwało 78 osób.